# Товариство самодопомоги

Пам'ятна стела в Коті про заснування Товариства. Напис: «Свобода походить з гір Тоси»

Товариство самодопомоги (яп. 立志社, りっししゃ, ріссі-ся) — японська громадська організація, провідна політична структура в русі за волю і народні права періоду Мейдзі. Виступала з позицій лібералізму. Вимагала від уряду створення парламентської системи і дотримання прав людини.

## Короткі відомості
Товариство самодопомоги було засновано 16 квітня 1874 в Коті, на території колишньої провінції Тоса, зусиллями Ітаґакі Тайсуке, Катаоки Кенкіті й Хаясі Юдзо.
Початковим завданням Товариства була допомога нетитулованій шляхті сідзоку, колишнім самураям. Останні не могли адаптуватися до нових соціальних умов після втрати чиновницької роботи в результаті адміністративної реформи.
У 1877 частина керівників Товариства підбурювала шляхтичів до участі в Сацумському повстанні на боці повсталих, за що була арештована.
Того ж року помірковані лідери Товариства Уекі Еморі та Сакамото Наміо перетворили громадську організацію на політичну шляхом участі в русі за волю і народні права. Вони розробили статут в якому висловили три основні завдання: відкриття всенародного Парламенту, зменшення земельного податку та перегляд нерівноправних міжнародних договорів.
У 1878 долучилося до відновлення Патріотичного товариства, а в 1880 взяло участь у поданні прохання до уряду щодо відкриття Парламенту і заснуванні Парламентської ліги.
У 1881 члени організації відіграли провідну роль у створенні Ліберальної партії Японії і склали проект вимог до Конституції Японії. Вони наполягали на включенні до її тексту прав людини, прав на супротив і революцію, а також однопалатної парламентської системи.
У 1883 розпустилося. На її основі була створена Південноморська ліберальна партія (яп. 海南自由党, かいなんじゆうとう, кайнан дзію-то).
Окрім Товариства самодопомоги в Коті одночасно існували інші однойменні організації:
- Товариство самодопомоги Хіросіми (広島立志社, хіросіма ріссі-ся)
- Товариство самодопомоги Санукі (讃岐立志社, санукі ріссі-ся)
- Товариство самодопомоги Такамацу (高松立志社, такамацу ріссі-ся)
- Товариство самодопомоги Маруґаме (丸亀立志社, маруґаме ріссі-ся)
- Товариство самодопомоги Ави (阿波立志社, ава ріссі-ся)

Проте, зазвичай, в японській історіографії під «Товариством самодопомоги» розуміють переважно громадську організацію Коті.